# Dypterygia berinda
Dypterygia berinda är en fjärilsart som beskrevs av Druce. Dypterygia berinda ingår i släktet Dypterygia och familjen nattflyn. Inga underarter finns listade i Catalogue of Life.